# Цапонлак
Цапонла́к (нем. Zaponlack) — прозрачный раствор нитроцеллюлозы в органическом растворителе, обычно в ацетоне, этилацетате или диэтиловом эфире (коллодий), используемый для покрытия металлических изделий, документов и тому подобного с целью предохранения их от воздействия агрессивной среды и маркировки. После высыхания (улетучивания растворителя) образует прочную, газо- и водонепроницаемую плёнку.
Для придания цвета в лак добавляют органические красители.
Начал применяться в конце XIX века для замены гораздо более дорогого шеллака, цапонлак хотя и уступал шеллаку в электроизоляционных свойствах и стойкости к атмосферным воздействиям, но был гораздо дешевле.

## Применение цапонлака
Основное применение цапонлака в технике — покрытие им паяных оловянно-свинцовыми припоями электрических соединений. Полезность этого нанесения лака вызвана тем, что основная причина выходов из строя аппаратуры с навесным монтажом электронных элементов со временем — образование кольцевых микротрещин в месте пайки — холодная пайка — вследствие непропая — чем вызывают нарушение электрического контакта и повышают вероятность отказа аппаратуры от воздействия агрессивных компонентов воздуха (кислорода, сероводорода, водяных паров и других) вызывает со временем образование в трещинах плёнок плохо проводящих электрический ток оксидов и сульфидов олова и свинца. Это увеличивает электрическое сопротивление контакта вплоть до неприемлемой величины, вследствии чего устройство может работать некорректно или же вовсе выйти из строя. Цапонлак, нанесённый на паяное соединение, образует на его поверхности прочную, эластичную плёнку, препятствующую проникновению агрессивных газов в трещины и развитию коррозии в них. Также используется, как маркер визуального контроля качества пайки — контролёр отмечает проверенные им пайки нанесением лака кисточкой. Для этой цели применяется разноцветный цапонлак, получаемый добавлением в раствор нитроцеллюлозы органических красителей.
Из-за низкой термостойкости ограниченное применение цапонлак имеет в светотехнике — им иногда окрашиваются стеклянные колбы маломощных ламп накаливания, например, в ёлочных электрических гирляндах.
Цапонлак применяется в изготовлении ёлочных и других украшений.
Применяется в технике для фиксации (стопорения) резьбовых соединений для предотвращения от самопроизвольного развинчивания при воздействии, например, вибраций.
Цапонлак применяется в энтомологии для нанесения цветных меток на крылья насекомых для изучения их миграций (смотри, например, Миграция чешуекрылых).

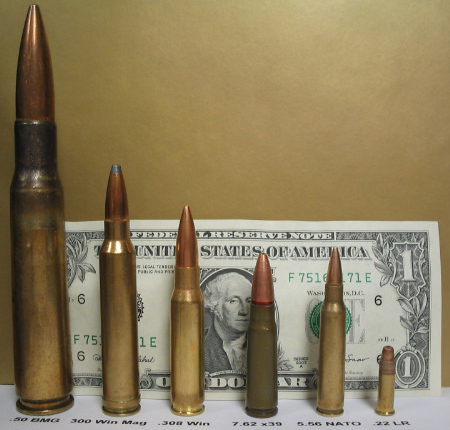
Герметизация и маркировка цапонлаком пуль патронов.

Цапонлак применяется в производстве боеприпасов: для герметизации соединений пули или снаряда, капсюлей с гильзой в оружейных патронах и унитарных артиллерийских выстрелах. Цапонлаком наносится цветовая маркировка на специальные виды боеприпасов: например, трассирующие патроны российского производства имеют зелёную маркировку конца пули нанесением цапонлака.
В 1920-е — начале 1930-х годов широко использовался для лакировки кузовов дорогих автомобилей.

## Лак для ногтей
В начале XX века появилась мода на окрашивание ногтей цветным лаком (лак для ногтей) — вначале использовали тот же цапонлак, но более густой и более интенсивной окраски, иногда с добавлением чешуек перламутра, других блёсток. В наше время для этой цели используются лаки на основе других полимерных смол.